# Асґардійці галактики
Асґардійці галактики (англ. Asgardians of the Galaxy) — супергеройська команда, яка з'явилась в американських коміксах видавництва Marvel Comics. Перша поява команди сталась в Asgradians of the Galaxy #1 (вересень 2018) письменника Каллена Банна та художника Маттео Лоллі. Серія коміксів тривала 10 випусків.

## Історія публікації
У червні 2018 року видавництво Marvel Comics випустило тизерне зображення, що анонсувало дебют Асґардійців галактики. Тизер з написом «Вартові галактики більше не існують... Хто такі Асґардійці галактики», з'явився після виходу Infinity Countdown #4 (червень 2018) Джеррі Даґґана та Майка Деодато-молодшого, в якому йшлося про розпуск Вартових галактики, в якому було розпущено Вартових галактики. Наступного дня Marvel оприлюднила перші подробиці про серію, прем'єра якої була запланована на вересень 2018 року за сценарієм письменника Каллена Банна та художника Маттео Лоллі, і який складається з персонажів з Асґарду або тих, що пов'язані з Асґардом, зокрема; Анжела (сестра Тора, яка раніше приєдналася до Вартових галактики), Валькірія (асґардійська воїтелька, яку Банн включив до своєї серії Fearless Defenders), Кевін Мастерсон (син Еріка Мастерсона), Троґ (антропоморфна жаба, яка володіє молотом, зробленим з уламка Мйольніра), Кат (асґардійський лиходій-герой) та Руйнівник (оживлені асґардійські обладунки, якими в серії дистанційно керує пілот, що згодом виявився Локі.
Банн заявив, що спочатку подав ідею Асґардійців галактики у 2015 році, але довелося чекати слушного часу, який настав після подій Infinity Countdown. Банн розповів, що надихався класичними коміксами про Тора, творами Джима Старліна, фільмами «Тор: Раґнарок», «Вартові галактики» та «Зоряні війни», а також включив у свій пітч низку «пробних каменів» — від «Зоряний шлях» до «Світляк». Банн також заявив, що він не розглядає Асґардійців галактики як заміну Вартових галактики, а хоче передати всю цікавість цієї серії коміксів: «У цій історії Асґардійці втягнуті в міжгалактичне доручення, щоб зупинити жахливого лиходія, який накликав на всесвіт щось жахливе. З різних причин, однак, ця група  повинна працювати без відома своїх колег». Комікс завершився після 10 випусків кросоверною подією «Війна царств».

## Склад
| Персонаж   | Персонаж        | Приєднання                                  | Примітки                                     |
| Ім'я       | Справжнє ім'я   | Приєднання                                  | Примітки                                     |
| ---------- | --------------- | ------------------------------------------- | -------------------------------------------- |
| Анжела     | Анжела          | Asgradians of the Galaxy #1 (вересень 2018) |                                              |
| Валькірія  | Бруннгільда     | Asgradians of the Galaxy #1 (вересень 2018) |                                              |
| Громобійця | Кевін Мастерсон | Asgradians of the Galaxy #1 (вересень 2018) |                                              |
| Троґ       | Паддлґалп       | Asgradians of the Galaxy #1 (вересень 2018) |                                              |
| Кат        | Скердж          | Asgradians of the Galaxy #1 (вересень 2018) |                                              |
| Руйнівник  | Руйнівник       | Asgradians of the Galaxy #1 (вересень 2018) | Контрольований юною версією Локі (Кід Локі). |

## Колекційні видання
| Назва                      | Випуски                        | К-кість сторінок | Дата публікації | ISBN                |
| -------------------------- | ------------------------------ | ---------------- | --------------- | ------------------- |
| Vol 1: The Infinity Armada | Asgardians Of The Galaxy #1–5  | 104              | Березень 2019   | ISBN 978-1302914714 |
| Vol 2: War Of The Realms   | Asgardians Of The Galaxy #6–10 | 98               | Серпень 2019    | ISBN 978-1302916923 |

## Поза коміксами

### Кіно

#### Кіновсесвіт Marvel
- Згадка про супергеройську команду у фільмі «Месники: Завершення» : Тор приєднується до Вартових галактики та жартує, називаючи їх Асґардійцями галактики[5].